# Rezerwat przyrody Mechowiska Sulęczyńskie
Rezerwat przyrody Mechowiska Sulęczyńskie – torfowiskowy rezerwat przyrody położony w gminie Sulęczyno w województwie pomorskim, powiat kartuski. Znajduje się w całości na terenie Gowidlińskiego Obszaru Chronionego Krajobrazu, a częściowo pokrywa się z obszarem siedliskowym Natura 2000 „Mechowiska Sulęczyńskie” PLH220017. Zajmuje powierzchnię 25,20 ha (akt powołujący podawał 22,58 ha). W celu zabezpieczenia rezerwatu przed zagrożeniami zewnętrznymi wyznaczono otulinę o powierzchni 38,03 ha.
Na obszarze rezerwatu znajdują się dobrze zachowane zbiorowiska torfowiskowe, w tym najlepiej zachowane w regionie torfowisko nawapienne. Podstawowym zagrożeniem dla obszaru jest osuszanie terenu. Mechowiska Sulęczyńskie to zasilane wodami podziemnymi torfowisko z mozaiką mechowisk z bobrkiem trójlistkowym, z turzycą obłą i z turzycą nitkowatą, młak z turzycą dwupienną, zespołu ponikła skąpokwiatowego, a także fragmentów roślinności torfowiskowej. Rosną tu m.in.: lipiennik Loesela, wątlik błotny, gwiazdnica grubolistna, haczykowiec błyszczący, błotniszek wełnisty, drabinowiec mroczny, mszar nastroszony i skorpionowiec brunatny. Szczególne wrażenie sprawia populacja kruszczyka błotnego licząca co najmniej kilkanaście tysięcy osobników, a także liczne storczyki stoplamki. Na terenie rezerwatu mieszczą się stanowiska 228 gatunków roślin (66 z nich podlega ochronie).
Rezerwat powstał staraniem Klubu Przyrodników – częściowo na prywatnych działkach Klubu Przyrodników wykupionych za pomocą środków funduszu LIFE+ w ramach projektu „Ochrona torfowisk alkalicznych w młodoglacjalnym krajobrazie Polski północnej”. Rezerwat objął środkową i północną część torfowiska. Został utworzony na gruntach Skarbu Państwa oraz na gruntach wykupionych przez Klub Przyrodników w celu ochrony obiektu. Poza jego granicami pozostają wciąż grunty innych prywatnych właścicieli.
Nadzór nad rezerwatem sprawuje Regionalny Dyrektor Ochrony Środowiska w Gdańsku. Na mocy obowiązującego planu ochrony ustanowionego w 2017 roku, obszar rezerwatu objęty jest ochroną czynną.